# Oulens-sur-Lucens
Oulens-sur-Lucens is een plaats en voormalige gemeente in het Zwitserse kanton Vaud.
Oulens-sur-Lucens telt 50 inwoners.

## Geschiedenis
Voor 2008 maakte de gemeente deel uit van het toenmalige district Moudon. Op 1 januari 2008 werd de gemeente onderdeel het toen opgerichte district Broye-Vully. Op 1 juli 2011 werd Oulens-sur-Lucens toegevoegd aan de qua inwoners veel grotere buurgemeente Lucens.